# Klášterní pivovar Tachov
Klášterní pivovar Tachov byl součástí františkánského kláštera, nedaleko kostela sv. Máří Magdaleny a sv. Anny, ve městě Tachov.

## Historie
O klášterním pivovaru existuje velmi málo písemných pramenů. První zmínka pochází z poloviny 18. století. 
Svůj největší rozmach zažíval pivovar kolem roku 1885. Poté výroba klesala a v roce 1900 byl pivovar zrušen. Dnes je v bývalém klášteře Muzeum Českého lesa.